# Cecily Bodenham
Cecily Bodenham (Rotherwas, prima del 1510 – dopo il 1543) è stata una badessa inglese.

## Biografia
Cecily Bodenham nacque nell'Herefordshire prima del 1510, figlia di Roger Doenham e Joane Bromwich. Durante la giovinezza entrò nel convento di San Michele nel Wiltshire, diventandone badessa. Nel 1511 fu rapita dal curato di Castle Coombe, che la privò del priorato. Tuttavia, fu in seguito liberata e le fu concesso di tornare a San Michele. 
Alla morte di Isabel Jordayne nel 1534, pagò a Thomas Cromwell la somma di cento sterline per garantirsi l'elezione a badessa dell'abbazia di Wilton, che le fu concessa da Enrico VIII. Tuttavia mantenne la carica solo per cinque anni e il 25 marzo 1539 cedette l'abbazia ai commissari reali durante la dissoluzione dei monasteri. Una delle sue consorelle notò l'arrendevolezza della badessa nei confronti del re. 
Cecily fu ricompensata con cento sterline e le fu concessa una proprietà nel Wiltshire in cui ritirarsi con altre dieci monache dell'abbazia. Fece testamento nel 1453.